# Liste der SA-Brigadeführer
Die Liste der SA-Brigadeführer bietet einen Überblick über alle Personen, die in der Sturmabteilung (SA), der „Parteiarmee“ der NSDAP, den Rang eines Brigadeführers erreichten.
Zum dritthöchsten Rang, der in dieser Organisation existierte, wurden nur verhältnismäßig wenige Brigadeführer ernannt: Bei mehreren Millionen SA-Angehörigen wurden nach dem Stand der bisherigen Forschung zwischen 1933 und 1945 nur 336 Männer in diesen Rang befördert. Dies entspricht einem Verhältnis von etwa einem pro 10.000 Angehörigen, die der Organisation während der Gesamtzeit ihres Bestehens angehörten.
Die folgende Auflistung folgt der 1969 von Horst Henrich im Auftrag des Bundesarchivs erstellten „Rangliste der Obergruppenführer, Gruppenführer und Brigadeführer“, die auf einer systematischen Auswertung der von der SA-Führung herausgegebenen sogenannten „Führerbefehle“ als den öffentlichen Bekanntmachungen über Beförderung in der SA, aus den Jahren 1931 bis 1944, basiert. Die Reihenfolge der in der Auflistung genannten Personen folgt ihrem Dienstalter, dem Datum ihrer Ernennung zum Brigadeführer.

## SA-Brigadeführer nach Dienstalter

### 1933
- Georg Luber: 27. Juni 1933
- Kurt von Barisani: 1. Juli 1933
- Heinrich Hager: 1. Juli 1933
- Daniel Hauer: 1. Juli 1933
- Robert Kobbe: 1. Juli 1933
- Hans Karl Koch: 1. Juli 1933 (MdR)
- Erwin Kraus: 1. Juli 1933 (MdR)
- Rudolf May: 1. Juli 1933
- Helmut Oldenbourg: 1. Juli 1933
- Robert Palm: 1. Juli 1933 (MdL)
- Helmut Quitzrau: 1. Juli 1933
- Hans Ramshorn: 1. Juli 1933 (MdR)
- Karl Sauke: 1. Juli 1933
- Wilhelm Schneemann: 1. Juli 1933
- Heinrich Soest: 1. Juli 1933
- Max Thomas: 1. Juli 1933
- Willi Veller: 1. Juli 1933 (MdR)
- Peter Vogt: 1. Juli 1933 (MdR)
- August Wetter: 1. Juli 1933
- Georg von Walthausen: 1. Juli 1933
- Kurt Wege: 3. Juli 1933
- Theodor Oppermann: 20. Juli 1933 (MdR)
- Johann-Erasmus von Malsen-Ponickau: 15. August 1933
- Alexander von Humboldt: 1. September 1933
- Hermann von Schöpf: 1. September 1933
- Wilhelm von Grollmann: 1. September 1933 (MdR)
- Friedrich Möhring: 1. September 1933
- Eberhard von Wechmar: 1. September 1933
- Johannes Lampe: 1. September 1933
- Hermann Zapf: 1. September 1933
- Konrad Häfner: 1. Oktober 1933
- Karl Leon Du Moulin-Eckart: 9. November 1933
- Richard Hildebrandt: 9. November 1933
- Max Deventer: 10. November 1933[1]
- Fred Helwig: 10. November 1933[2]
- Otto Bätz: 10. November 1933
- Martin Wisch: 10. November 1933
- Alfred Rodenbücher: 15. Dezember 1933
- Max Henze: 15. Dezember 1933
- Paul Moder: 15. Dezember 1933

### 1934
- Karl Zech: 1. Januar 1934
- Richard Herrmann: 15. Januar 1934
- Josef Malzer: 15. Januar 1934
- Fritz Adam: 15. Januar 1934
- Willi Klemm: 15. Januar 1934
- Emil-Ernst Borchmann: 15. Januar 1934
- Georg Rau: 1. Februar 1934 (MdR)
- Helmut Wähmann: 15. Februar 1934
- Wilhelm Heerde: 1. März 1934 (MdR)
- Theodor Tüllmann: 1. März 1934
- Henning von Vieregge: 1. März 1934
- Bodo von Alvensleben: 1. März 1934
- Gerhard Tappen: 1. März 1934
- Brückner: 1. März 1934
- Wilhelm Rediess: 15. März 1934
- Christoph Diehm: 21. März 1934
- Paul Scharfe: 20. April 1934
- Paul Hennicke: 20. April 1934
- Wilhelm Stark: 20. April 1934
- Gotthold Dziewas: 20. April 1934
- Wilhelm Sander: 20. April 1934
- Friedrich-Adolf Kuls: 20. April 1934
- Peter von Heydebreck: 20. April 1934
- Wilhelm Dettmer: 20. April 1934
- Friedrich Escher: 20. April 1934
- Heinrich Gerlach: 20. April 1934[3]
- Heinrich Schmidt: 20. April 1934[4]
- Konrad Boese: 25. April 1934[5]
- Otto Teschner: 25. April 1934
- Wilhelm von Holzschuher: 13. Juli 1934

### 1935
- Erhard von Schmidt: 20. April 1935
- Friedrich Habenicht: 20. April 1935
- Werner Schwarz: 20. April 1935
- Otto von Molitor (* 23. August 1895): 20. April 1935
- Georg Schneider: 20. April 1935
- Albert Schönborn: 20. April 1935[6]
- Adolf Schönhoff: 20. April 1935
- Adalbert Herwig: 20. April 1935
- Adolf Tillner: 20. April 1935[7]
- Max-Albert Lorenz: 20. April 1935 (MdR)
- Hans Löwe: 20. April 1935
- Eugen Zech: 20. April 1935[8]
- Georg Schwäble: 15. Juli 1935[9]
- Hermann Walch: 9. November 1935
- Walther von Lindenfels: 9. November 1935 (MdR)
- Eberhard Kergel: 9. November 1935
- Peter Kock: 9. November 1935[10]
- Eugen Plorin: 9. November 1935

### 1936
- Siegmund Kunisch: 20. April 1936
- Adolf Freund: 20. April 1936
- Gustav Schmidt: 20. April 1936 (MdR)
- Karl Guttenberger: 20. April 1936
- Heinz Lampe: 20. April 1936
- Johannes Wolter: 20. April 1936[11]
- Albert Brugger: 20. April 1936
- Joachim Weist: 20. April 1936
- Erich Behrendt: 20. April 1936 (MdR)
- Franz von Carlshausen: 20. April 1936
- Paul Arthur Rabe: 20. April 1936
- Paul Unterstab: 20. April 1936
- Hermann Genth: 20. April 1936
- Erich Hagenmeyer: 20. April 1936
- Karl Ludwig Schleicher: 20. April 1936
- Richard Owe: 9. November 1936
- Willy Ziegler: 9. November 1936 (MdR)

### 1937
- Richard Fiedler: 30. Januar 1937 (MdR)
- Hans Korth: 30. Januar 1937
- Friedrich Heuer: 30. Januar 1937
- Fritz Stollberg: 30. Januar 1937
- Ernst Keller: 30. Januar 1937
- Otto Liebel: 30. Januar 1937
- Fritz Rilling: 30. Januar 1937
- Philipp Wurzbacher: 30. Januar 1937
- Hans Hilmeyer: 1. Mai 1937
- Otto von Haldenwang: 1. Mai 1937
- Carl Friedrich von Pückler-Burghauss: 1. Mai 1937 (MdR)
- Ernst Bischoff: 9. November 1937[12]
- Wilhelm Boltz: 9. November 1937
- Theo Croneiß: 9. November 1937
- Peter Fink: 9. November 1937
- Ludwig Fürholzer: 9. November 1937
- Georg Gellert: 9. November 1937
- Karl Jakobsen: 9. November 1937
- Kurt Kaergel: 9. November 1937
- Karl Kleres: 9. November 1937[13]
- Karl Lorsch: 9. November 1937[14]
- Fritz Paschold: 9. November 1937
- Johann Schütze: 9. November 1937
- Gottfried Stubenrauch: 9. November 1937
- Emil Wäckerle: 9. November 1937[15]
- Paul Wegener: 9. November 1937

### 1938
- Richard Büchener: 30. Januar 1938
- Eugen Dorsch: 30. Januar 1938
- Günther Esders: 30. Januar 1938
- Franz-Werner Jaenke: 30. Januar 1938 (MdR)
- Eberhard Kasche: 30. Januar 1938[16]
- Carl Lintz: 30. Januar 1938
- Kurt von Rabenau: 30. Januar 1938
- Richard Schicke: 30. Januar 1938[17]
- Fritz Schmidt: 30. Januar 1938
- Heinrich Werner: 30. Januar 1938
- Alfred Persche: 12. März 1938
- Heribert Seidler: 12. März 1938
- Franz Hanke: 12. März 1938
- Victor Band: 12. März 1938
- Alfons Erle: 9. November 1938
- Franz Rappell: 9. November 1938
- Gustav Nohel: 9. November 1938
- Thomas Kozich: 9. November 1938
- Franz Hueber: 12. März 1938
- Fritz Köllner: 15. Oktober 1938
- Julius Görlitz: 9. November 1938[18]
- Erich Haucke: 9. November 1938 (MdR)
- Hans Hoeflmayr: 9. November 1938
- Arthur Hofmann: 9. November 1938[19]
- Karl Horn: 9. November 1938 (MdR)
- Friedrich Klähn: 9. November 1938
- Ernst Porath: 9. November 1938
- Alfred Raabe: 9. November 1938
- Walter Schmidt: 9. November 1938
- Helmuth Seifert: 9. November 1938
- Friedrich Voigt: 9. November 1938[20]
- Max Joachim Wienandt: 9. November 1938[21]
- Walter Zähle: 9. November 1938
- Hans Zöberlein: 9. November 1938

### 1939
- Adam Durein (* 20. September 1893): 30. Januar 1939
- Lorenz Zahneisen: 30. Januar 1939 (MdR)
- Konrad Rahner: 30. Januar 1939
- Peter Schug: 30. Januar 1939
- Karl Kiel: 30. Januar 1939[22]
- Lucian Wysocki: 30. Januar 1939
- Willy Bloedorn: 30. Januar 1939
- Carl Heck: 30. Januar 1939
- Herbert Merker: 30. Januar 1939
- Erich Waldvogel: 30. Januar 1939
- Helmut Lambert: 9. November 1939
- Hermann Megow: 9. November 1939

### 1940
- Ernst Frenzel: 30. Januar 1940
- Heinz Huwerth (* 3. Juni 1900): 30. Januar 1940[23]
- Otto Wilkens: 30. Januar 1940
- Horst von Petersdorff: 1. Juli 1940
- Heinz Behnert: 1. Juli 1940[24]
- Oluf Christensen: 1. Juli 1940
- Georg Dzwiza (* 17. Januar 1899): 1. Juli 1940
- Hans Hauswald: 1. Juli 1940
- Walter Hertzer: 1. Juli 1940[25]
- Erich Hofmann: 1. Juli 1940 (MdR)
- Otto Lohmann: 1. Juli 1940
- Walter Prüfke: 1. Juli 1940
- Erich Rudzki: 1. Juli 1940
- Hellmuth Sassenberg: 1. Juli 1940
- Wilhelm Weiskopf: 9. November 1940

### 1941
- Ernst Alms (* 11. April 1893): 30. Januar 1941
- Erich Beck: 30. Januar 1941
- Ernst Claußen: 30. Januar 1941[26]
- Paul Dorr: 30. Januar 1941[27]
- Adolf Düver: 30. Januar 1941
- Arthur Etterich: 30. Januar 1941
- Hugo Fischer: 30. Januar 1941
- Hans Glück: 30. Januar 1941
- Fritz Görnnert: 30. Januar 1941
- Willy Härtel: 30. Januar 1941
- Heinrich Hohm: 30. Januar 1941
- Eugen Hübbe: 30. Januar 1941
- Karl Jostmeier: 30. Januar 1941
- Franz Karmasin: 30. Januar 1941
- Wilhelm Kicker: 30. Januar 1941
- Johann Koehler: 30. Januar 1941
- Franz Kämpf: 30. Januar 1941
- Vinzenz Kohl: 30. Januar 1941
- Alois Kraft: 30. Januar 1941[28]
- Richard Kretzschmar: 30. Januar 1941
- Wilhelm Kühnemund: 30. Januar 1941
- Erwin Kuhn: 30. Januar 1941[29]
- Ludwig Mayr-Falkenberg: 30. Januar 1941
- Konrad Mesmer: 30. Januar 1941
- Arnold Mühle: 30. Januar 1941
- Oskar Müller: 30. Januar 1941
- Hermann Neef: 30. Januar 1941
- Erwin Nötzelmann: 30. Januar 1941
- Werner Römpagel: 30. Januar 1941
- Heinrich Urhe: 30. Januar 1941
- Robert Sabirowsky: 30. Januar 1941
- Georg Schaper: 30. Januar 1941
- Hanns Schaudinn: 30. Januar 1941
- Fritz Strauß: 30. Januar 1941[30]
- Walter Walsberg: 30. Januar 1941
- Fritz Schmidt: 30. Januar 1941
- August Vollheim: 30. Januar 1941
- Richard Steinbügl: 30. Januar 1941
- Hubert Thewalt: 30. Januar 1941
- Carsten Volquardsen: 30. Januar 1941

### 1942
- Robert Bauer: 30. Januar 1942
- Leo Bendak: 30. Januar 1942
- Hans Cramer: 30. Januar 1942
- Fritz von Delius: 30. Januar 1942
- Otto-Heinrich Drechsler: 30. Januar 1942
- Erich Ernst: 30. Januar 1942
- Eginhard Eschborn: 30. Januar 1942
- Josef Feichtmayr: 30. Januar 1942[31]
- Hermann Fiebing: 30. Januar 1942
- Theodor Fründt: 30. Januar 1942
- Jakob Gansmayr: 30. Januar 1942
- Friedrich Geißelbrecht: 30. Januar 1942 (MdR)
- Otto Gohdes: 30. Januar 1942 (MdR)
- Wilhelm Greß: 30. Januar 1942 (MdL)
- Eduard Kolb: 30. Januar 1942[32]
- Arnold Lentzen: 30. Januar 1942
- Franz Mayr: 30. Januar 1942
- Adolf Neugschwandtner: 30. Januar 1942
- Heinz Pernet: 30. Januar 1942
- Hans Reimann: 30. Januar 1942
- Fritz Richter: 30. Januar 1942[33]
- Julius Ruttkowsky: 30. Januar 1942
- Karl Schweinle: 30. Januar 1942
- Richard Suchenwirth: 30. Januar 1942
- Heinrich Theobald: 30. Januar 1942[34]
- Wilhelm Metz: 30. Januar 1942
- Erwin Kübler: 30. Januar 1942[35]
- Arnold Portius: 30. Januar 1942
- Karl Schulz: 11. August 1942
- Raimund Dahlem: 9. November 1942
- Wilhelm Dennler: 30. Januar 1942
- Friedrich Eichinger: 9. November 1942[36]
- Ernst Horn: 9. November 1942
- Walter Kirchhof: 9. November 1942
- Herbert Knabe: 9. November 1942
- Werner Kolb: 9. November 1942[37]
- Heinrich Korth: 9. November 1942
- Martin Luther: 9. November 1942
- Karl Neuscheler: 9. November 1942
- Karl Overhues: 9. November 1942
- Wolf-Werner von der Schulenburg: 9. November 1942
- Walter Troschke: 9. November 1942
- Werner Wächter: 9. November 1942

### 1943
- Hans Heinrich Hofrichter: 29. März 1943
- Hermann Brunk: 20. April 1943[38]
- Ferdinand Gessert: 20. April 1943
- Richard Pohl: 20. April 1943
- Franz Xaver Dorsch: 1. Mai 1943
- Erich Böhme: 20. Juli 1943
- Willy Henke: 5. August 1943
- Karl Moock: 5. August 1943
- Josef Ackermann: 9. November 1943
- Hans von Keiser: 9. November 1943
- Karl Heinrich Sieber: 9. November 1943
- Heinrich Wilke: 9. November 1943
- Georg Haberkern: 9. November 1943

### 1944
- Wilhelm Aschka: 20. April 1944
- Johannes Eberhard Bochmann: 20. April 1944 (MdR)
- Fritz Bennig: 20. April 1944
- Kurt Berger: 20. April 1944[39]
- Friedrich Wilhelm Bethke: 20. April 1944[40]
- Georg Biederer: 20. April 1944 (MdR)
- Bernhard Blum: 20. April 1944[41]
- Arno Breitmeyer: 20. April 1944
- Hans Duckwitz: 20. April 1944[42]
- Franz Escher: 20. April 1944[43]
- Wilhelm Fischer: 20. April 1944[44]
- Emil Frank: 20. April 1944[45]
- Otto Frowein: 20. April 1944
- Fritz Fueckert: 20. April 1944
- Hellmut Ganz: 20. April 1944[46]
- Arnold Glasow: 20. April 1944
- Wilhelm Haas: 20. April 1944[47]
- Alfred Hagemann: 20. April 1944[48]
- Harald von Hedemann: 20. April 1944
- Albrecht Heinrich: 20. April 1944[49]
- Eduard Himpel: 20. April 1944
- Walter Holzmüller (* 9. Januar 1893): 20. April 1944
- August Jäger: 20. April 1944
- Ludwig Kerth (* 2. Januar 1900): 20. April 1944
- Otto Kossatz: 20. April 1944
- Werner Kropp: 20. April 1944
- Karl Kroß: 20. April 1944[50]
- Peter Kruse: 20. April 1944
- Heinrich Ludemann: 20. April 1944
- Anton Lutz: 20. April 1944
- Wilhelm Maul: 20. April 1944
- Oskar Milberg: 20. April 1944
- Heinz Nitzsche: 20. April 1944
- Paul Nüssler: 20. April 1944
- Kurt Peltz: 20. April 1944
- Hans Polikeit: 20. April 1944
- Max Raedler: 20. April 1944[51]
- Karl Reschmann: 20. April 1944[52]
- Rudolf Röhrig: 20. April 1944
- Fritz Sell: 20. April 1944[53]
- Wilhelm Senge: 20. April 1944
- Cäsar Siebe: 20. April 1944
- Fritz Siegel: 20. April 1944
- Hermann Stoess: 20. April 1944
- Christoph Striebe: 20. April 1944
- Heinrich Thiel: 20. April 1944[54]
- Valentin Wagner: 20. April 1944
- Albert Wiczonke: 20. April 1944
- Heinrich Wilhelm Wolf: 20. April 1944
- Friedrich Vogeler: 9. November 1944